# Günther Steines
Günther Steines   (Trèveris, 28 de setembre de 1928 - Ahrweiler, 3 de juny de 1982) fou un atleta alemany, especialista en els 800 metres, que va competir durant la dècada de 1950. Era germà del també atleta Berthold Steines.
El 1952 va prendre part en els Jocs Olímpics d'Estiu de Hèlsinki, on disputà dues proves del programa d'atletisme. Fent equip amb Hans Geister, Heinz Ulzheimer i Karl-Friedrich Haas guanyà la medalla de bronze en la prova dels 4x400 metres, mentre en els 800 metres fou sisè.
En el seu palmarès també destaquen dos campionats alemanys dels 800 metres, el 1950 i 1952, i dels 4x400 metres, el 1950 i 1954.

## Millors marques
- 400 metres. 48.5" (1952)
- 800 metres. 1'49.5" (1952)[4][1]